# José María Blanco White
José María Blanco Crespo "Blanco White" (Sevilla, 11 de juliol de 1775 – Liverpool, 20 de maig de 1841), escriptor, pensador, teòleg i periodista espanyol.

## Biografia
Tenia ascendència irlandesa: era fill dels comerciants Guillermo Blanco, àlies White (vicecònsol anglès que es va instal·lar a Sevilla durant el regnat de Ferran VI), i de María Gertrudis Crespo i Neve. Aquesta dona era molt religiosa i va orientar a les seves filles a la clausura, en la qual van morir, i al seu fill al sacerdoci.
Va estudiar amb els dominics i després en la Universitat de Sevilla. Va conèixer a Manuel María del Mármol, que es va convertir de fet en el seu tutor cultural, i a continuació es va relacionar amb Manuel María de Arjona, José María Tenorio Herrera, Félix José Reinoso i Alberto Lista, amb els qui va formar l'Acadèmia de Lletres Humanes de Sevilla. El 21 de desembre de 1799 es va ordenar sacerdot, malgrat els seus dubtes sobre aquest tema. Va ingressar després al col·legi de Santa María i prèvia oposició, va ser nomenat el 15 d'agost de 1801 capellà magistral de la Reial Capella de San Fernando. Va sofrir una crisi religiosa entre 1802 i 1803. Des d'aquest any deixa de considerar-se catòlic.
En 1805 va ser a Madrid, on va obtenir una col·locació sense retribuir en la Comissió de Literats del Real Instituto Militar Pestalozziano i va ser nomenat preceptor de l'infant Francesc de Paula per un curt període gràcies al favor de Manuel Godoy. Va freqüentar la tertúlia de Manuel José Quintana i va fer viatges a Salamanca. En esclatar la Guerra del Francès va tornar a Sevilla. En 1808 es declara patriota i des de Sevilla va col·laborar amb Isidoro de Antillón y Marzo en la redacció del Semanario Patriótico (1808-1809); les seves crítiques van fer que fos considerat persona non grata per la Junta Suprema d'Espanya. El 1809 va néixer el seu fill Fernando, tingut il·legítimament amb Magdalena Eguaya, qui morirà en 1816. No obstant això Blanco no es va assabentar de la seva existència fins a 1812, quan ja es trobava a Anglaterra, i va manar recollir-lo per reconèixer-lo i educar-lo allí. El 29 de gener de 1810 es va traslladar a Cadis i el 23 de febrer se'n va anar a Anglaterra per a no tornar; va arribar el tres de març de 1810.
A Londres va publicar El Español (1810-1814), prohibit a Espanya i on es va mostrar crític amb les autoritats espanyoles i molt comprensiu amb els revolucionaris hispanoamericans que començaven a aixecar-se contra Espanya, si bé la seva posició era la de l'autonomia, no la de la independència absoluta. Les seves opinions polítiques van anar passant d'un inicial jacobinisme a un liberalisme més que moderat. El 4 d'octubre de 1812 va ingressar a l'Església d'Anglaterra. En 1814 es fa ministre de la seva nova confessió. Revisa les traduccions bíbliques al castellà per a la Societat Bíblica Britànica i Estrangera, tant el text del Nou Testament Reina-Valera (1817), com el de la Bíblia traduïda per Felipe Scío de San Miguel (1821), comptant en aquest últim cas amb la col·laboració d'Andrés Bello. Revisa i tradueix també Evidencia de la Religión Cristiana de G. Paley i la Liturgia Anglicana.
Patí una altra crisi religiosa el 1819, però la revolució liberal espanyola de 1820 el fa interessar-se novament pel seu país i, per encàrrec de Thomas Campbell, director de The New Monthly Magazine, redacta les Letters from Spain o Cartes des d'Espanya, que aparegueren en 1821 amb el pseudònim Leucadio Doblado i van arribar a recollir-se en un volum en 1822. En elles, al costat de pàgines costumistes com les descripcions de la Setmana Santa, de la tauromàquia i dels espectacles teatrals, critica la intolerància i endarreriment del seu país. Aquesta obra, elogiada pel poeta i hispanista Robert Southey, Lord Holland, John Stuart Mill i Hemans, va consolidar la seva reputació d'escriptor en anglès. Tradueix obres espanyoles a aquesta llengua i col·labora en la Encyclopædia Britannica i en la Quarterly Review. Treballa també com a bibliotecari de l'hispanista Lord Holland i publica importants articles sobre literatura espanyola (molt avançats per a la seva època eren, per exemple, els dedicats a La Celestina o El Conde Lucanor). El 1823, per encàrrec de l'editor Rudolph Ackermann, van aparèixer les Variedades o Mensajero de Londres (1823-1825), revista que es difonia per Hispanoamèrica i en la que hi van publicar articles Juan Antonio Llorente i Leandro Fernández de Moratín. En 1825 publica Practical and internal Evidence against Catholicism, obra teològica. És nomenat Màster of Arts per la Universitat d'Oxford en 1826 i s'hi va traslladar, fent vida de predicador. Per influència de nous amics va treure en 1829 els dos únics nombres de The London Review.
En 1832 marxà a viure a Dublín, on va estar fins a principis de 1835. Va marxar després a Liverpool, va abandonar l'anglicanisme i es va adscriure a l'unitarisme, escrivint Observations on Heresy and Orthodoxy (Londres, 1835), on exposa els seus dubtes religiosos. Va escriure la seva autobiografia en anglès: The Life of... written by himself (Vida del reverend J. M.ª Blanco White), Londres, 1845, traduïda al castellà i editada per Antonio Garnica, Sevilla, Universitat, el 1975. Va escriure a més algunes novel·les en castellà amb pseudònim, com a Intrigas venecianaes o Fray Gregorio de Jerusalén: ensayo de una novela española, publicada per lliuraments a les Variedades o Mensajero de Londres, o Luisa de Bustamante o la huérfana española en Inglaterra (1840), que va deixar inacabada, i va ser publicada a la Revista de Ciencias, Literatura y Artes pel seu nebot José Blanco-White y Olloqui. Va morir a Liverpool a casa del seu amic William Rathbone el 20 de maig de 1841. L'Església Espanyola Reformada Episcopal (anglicana) el considera un dels seus precursors.
A Blanco White li repugnava el fanatisme dels catòlics. Mai va perdonar a aquesta confessió institucions com les que veien legítima la reclusió monacal de les seves dues germanes, que va lamentar en la seva autobiografia. A Anglaterra va arribar a dominar perfectament la llengua anglesa, que ja coneixia des de petit a través dels seus tractes comercials, com a conta en la seva Vida del reverendo J. M.ª Blanco White (1845). Va arribar fins i tot a destacar com a escriptor en aquest idioma amb poemes com el sonet Night and Death (1828), que va impressionar a Samuel Taylor Coleridge i que ha passat a les antologies de la literatura anglesa. Com a crític retreia a la poesia en espanyol cert anquil·losament classicista en forma, estil i temàtica. La seva lírica en castellà pot classificar-se dins del Preromanticisme.
Blanco White ha estat estudiat i editat principalment per Vicente Llorens i Juan Goytisolo. Un arxiu amb els seus principals documents es conserva a la Universitat de Princeton.

## Obres
- Letters from Spain, Londres, 2007
- Practical and internal Evidence against Catholicism, 2004
- Observations on Heresy and Orthodoxy. Londres, J. Mardon, 2009
- The Life of the Rev. Joseph Blanco White written by himself with portions of his correspondence. Editado por John Hamilton Thom. Londres: John Chapman, 1845 (existe traducción al español por Antonio Garnica, Sevilla, Universidad, el 1975, accesible en internet, véase más abajo)
- Luisa de Bustamante, o la huérfana española en Inglaterra, 1840
- José María Blanco White. Antología de Obras en Español Edición de Vicente Llorens. Barcelona, Editorial Labor, 1971
- Obra Inglesa de José María Blanco White, con un prólogo de Juan Goytisolo. Barcelona, Editorial Seix Barral, 1974